# Bützchen
Bützchen (auch: Bützje oder Bützche, Verbform bützen) bezeichnet diminutiv einen mit geschlossenen Lippen verabreichten Kuss. Der Duden bezeichnet den Begriff als „rheinisch“ von bützen für „Küsschen“, spätmittelhochdeutsch butzen = stoßen, zu mittelhochdeutsch bōʒen, vgl. Butzen und führt ihn seit 1973 auf. Im Albanischen bedeutet puthje ebenfalls „Kuss“.
Im Rheinland, insbesondere im Kölschen wird der Begriff verwendet, ist er verstärkt während der alljährlichen Karnevalssession gebräuchlich. Vor allem im Kölner Karneval werden Bützchen bei zahlreichen Gelegenheiten verteilt, zum Beispiel von den Wagen der Karnevalsumzüge herab oder bei der Weiberfastnacht. Der WDR nannte in seinem „lustigen Alphabet des Karnevals“ bützen als eines der beliebtesten Rituale im Karneval: „Gebützt wird mit geschürzten Lippen auf die Wange. Das echte Bützje ist immer freundschaftlich gemeint und Ausdruck karnevalistischer Freude und Frohsinns und sollte nicht verwechselt werden mit anderen Begehrlichkeiten.“

Das Deutsche Sprichwörter-Lexikon von Karl Friedrich Wilhelm Wander führte 1880 das kölnische Sprichwort „Heute bützen und lecken, morgen mit Knüppeln und Stöcken“ an und erklärte bützen mit „Küssen, von dem spanischen Buz, der Kuss, so auch hacer el buz, den Hof machen, lieben. Vom mittelhochdeutschen bôzen, anstossen, klopfen.“ Als weitere Sprichwörter für Bützchen wurden angeführt: 

„1) Ae Bützche ohne Bât es wie 'n Ei ohne Salz. (Düren.)
2) En Bützchen en Ehre kann Nümmes schimpêre. (Köln.) – Firmenich, 475, 212.“

Als Äquivalent gilt nach Robert Sedlaczek „Bussl“, „Busserl“, „Bussale“, „Bussele“, „Busseli“ oder „Bussi“ der Bairischen Dialekte in Österreich und Süddeutschland als „jenes Zeichen der Zuneigung, das ansonsten „Küsschen“ heißt (im Rheinland „Bützchen“)“.